# Povero Dio
Povero Dio è un singolo della cantautrice italiana Mariella Nava pubblicato il 22 maggio 2020 su etichetta Suoni dall'Italia/Calycanthus.

## Descrizione
Il brano, scritto nel silenzio assordante dell'isolamento forzato, viene rilasciato in radio, negli store e sulle piattaforme streaming poche settimane dopo la fine del lockdown del 2020 dovuto alla pandemia da Covid 19.
Considerata per alcuni aspetti una preghiera intensa che esorta a considerare le innumerevoli volte che l'uomo tende ad invocare anche in modo invano il nome di Dio, in realtà parla sì di un Dio, qualunque Dio, ma si sofferma anche a parlare delle persone e di come sono diventate col tempo. Una riflessione che ci ha sorpreso con la forza e il fragore inaspettato di un tuono prepotente in un silenzio e in un vuoto, in un fermo obbligato che abbiamo dovuto vivere in questo particolare momento storico.
È stato rilasciato, sul canale YouTube, il video ufficiale, che ha superato le 120.000 visualizzazioni.

## Tracce
Testo e musica di Mariella Nava
1. Povero Dio – 3:41

## Formazione
- Mariella Nava - voce, tastiere, programmazione
- Roberto Guarino - chitarre
- Sasà Calabrese - basso
- Puccio Panettieri - batteria